# العلاقات الكمبودية المالطية
العلاقات الكمبودية المالطية هي العلاقات الثنائية التي تجمع بين كمبوديا ومالطا.

## مقارنة بين البلدين
هذه مقارنة عامة ومرجعية للدولتين:
| وجه المقارنة                                              | كمبوديا                   | مالطا                                                     |
| --------------------------------------------------------- | ------------------------- | --------------------------------------------------------- |
| المساحة (كم2)                                             | 181.03 ألف                | 316                                                       |
| عدد السكان (نسمة)                                         | 16.01 مليون               | 465.29 ألف                                                |
| الكثافة السكانية (ن./كم²)                                 | 88.44                     | 147.24 ألف                                                |
| العاصمة                                                   | بنوم بنه                  | فاليتا                                                    |
| اللغة الرسمية                                             | اللغة الخميرية            | اللغة المالطية، لغة إنجليزية                              |
| العملة                                                    | ريال كمبودي، دولار أمريكي | يورو، ليرة مالطية                                         |
| الناتج المحلي الإجمالي (بليون دولار)                      | 22.16 مليار               | 12.54 مليار                                               |
| الناتج المحلي الإجمالي (تعادل القوة الشرائية) بليون دولار | 54.37 مليار               | 14.68 مليار                                               |
| الناتج المحلي الإجمالي الاسمي للفرد دولار أمريكي          | 1.16 ألف                  | 22.60 ألف                                                 |
| الناتج المحلي الإجمالي للفرد دولار أمريكي                 | 3.26 ألف                  |                                                           |
| مؤشر التنمية البشرية                                      | 0.555                     | 0.839                                                     |
| رمز المكالمات الدولي                                      | +855                      | +356                                                      |
| رمز الإنترنت                                              | .kh                       | .mt                                                       |
| المنطقة الزمنية                                           | ت ع م+07:00               | توقيت وسط أوروبا، ت ع م+01:00، ت ع م+02:00، أوروبا/مالطا ‏ |

## منظمات دولية مشتركة
يشترك البلدان في عضوية مجموعة من المنظمات الدولية، منها:
| علم المنظمة | اسم المنظمة                               | تاريخ انضمام كمبوديا | تاريخ انضمام مالطا |
| ----------- | ----------------------------------------- | -------------------- | ------------------ |
|             | يونسكو                                    | 3 يوليو 1951         | 10 فبراير 1965     |
|             | وكالة ضمان الاستثمار متعدد الأطراف        | 1 ديسمبر 1999        | 12 سبتمبر 1990     |
|             | الأمم المتحدة                             | 14 ديسمبر 1955       | 1 ديسمبر 1964      |
|             | الفريق المعني برصد الأرض                  | ?                    | ?                  |
|             | الاتحاد البريدي العالمي                   | ?                    | ?                  |
|             | البنك الدولي للإنشاء والتعمير             | 22 يوليو 1970        | 26 سبتمبر 1983     |
|             | الاتحاد الدولي للاتصالات                  | 10 أبريل 1952        | 1965               |
|             | منظمة حظر الأسلحة الكيميائية              | ?                    | ?                  |
|             | مؤسسة التمويل الدولية                     | 26 مارس 1997         | 1 يونيو 2005       |
|             | المركز الدولي لتسوية المنازعات الاستشارية | 19 يناير 2005        | 3 ديسمبر 2003      |
|             | منظمة التجارة العالمية                    | ?                    | ?                  |
|             | منظمة الشرطة الجنائية الدولية             | ?                    | ?                  |

## وصلات خارجية
- موقع وزارة الخارجية الكمبودية
- موقع وزارة الخارجية المالطية